# Blues (rugbi)
Els Blues, anteriorment els Auckland Blues, és un equip de rugbi a 15 professional d'Auckland, Nova Zelanda, que juga en el Super Rugby.

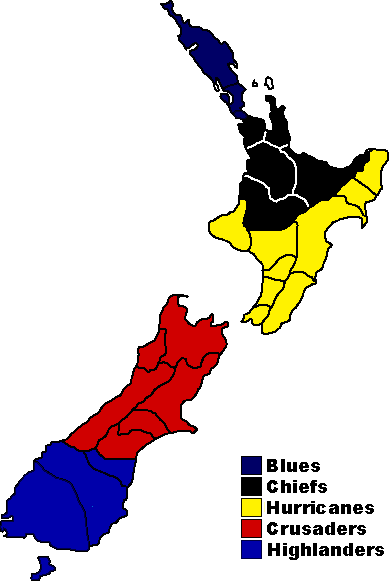
Franquícies neozelandeses, des de 1999

## Palmarés
Super Rugby
- Campió (3): 1996, 1997 i 2003.
- Subcampió (1): 1998

| Año  | Pos      | Temporada regular | Temporada regular | Temporada regular | Temporada regular | Postemporada   |
| Año  | Pos      | PJ                | PG                | PE                | PP                | Postemporada   |
| ---- | -------- | ----------------- | ----------------- | ----------------- | ----------------- | -------------- |
| 1996 | 1º / 12  | 11                | 8                 | 0                 | 3                 | Campió         |
| 1997 | 1º / 12  | 11                | 10                | 1                 | 0                 | Campió         |
| 1998 | 2º / 12  | 11                | 9                 | 0                 | 2                 | Subcampió      |
| 1999 | 9º / 12  | 11                | 4                 | 1                 | 6                 | No classificat |
| 2000 | 6º / 12  | 11                | 6                 | 0                 | 5                 | No classificat |
| 2001 | 11º / 12 | 11                | 4                 | 0                 | 7                 | No classificat |
| 2002 | 6º / 12  | 11                | 6                 | 0                 | 5                 | No classificat |
| 2003 | 1º / 12  | 11                | 10                | 0                 | 1                 | Campió         |
| 2004 | 5º / 12  | 11                | 6                 | 1                 | 4                 | No classificat |
| 2005 | 7º / 12  | 11                | 6                 | 0                 | 5                 | No classificat |
| 2006 | 8º / 14  | 13                | 6                 | 0                 | 7                 | No classificat |
| 2007 | 4º / 14  | 13                | 9                 | 0                 | 4                 | Semifinalista  |
| 2008 | 6º / 14  | 13                | 8                 | 0                 | 5                 | No classificat |
| 2009 | 9º / 14  | 13                | 5                 | 0                 | 8                 | No classificat |
| 2010 | 7º / 14  | 13                | 7                 | 0                 | 6                 | No classificat |
| 2011 | 4º / 15  | 16                | 10                | 1                 | 5                 | Semifinalista  |
| 2012 | 12º / 15 | 16                | 4                 | 0                 | 12                | No classificat |
| 2013 | 10º / 15 | 16                | 6                 | 0                 | 10                | No classificat |
| 2014 | 10º / 15 | 16                | 7                 | 0                 | 9                 | No classificat |
| 2015 | 14º / 15 | 16                | 3                 | 0                 | 13                | No classificat |
| 2016 | 11º / 18 | 15                | 8                 | 1                 | 6                 | No classificat |
| 2017 | 9º / 18  | 15                | 7                 | 1                 | 7                 | No classificat |
| 2018 | 13º / 15 | 16                | 4                 | 0                 | 12                | No classificat |
| 2019 | 14º / 15 | 16                | 5                 | 1                 | 10                | No classificat |

## Curs en el Super 12/14
| Any  | Lloc   | Comentari                                |
| ---- | ------ | ---------------------------------------- |
| 1996 | 2      | Victòria en final, contra els Sharks     |
| 1997 | Campio | Victòria en final, contra els Brumbies   |
| 1998 | Campio | -                                        |
| 1999 | 9      | -                                        |
| 2000 | 6      | -                                        |
| 2001 | 11     | -                                        |
| 2002 | 6      | -                                        |
| 2003 | Campio | Victòria en final, contra els Crusaders  |
| 2004 | 5      | -                                        |
| 2005 | 7      | -                                        |
| 2006 | 8      | -                                        |
| 2007 | 4      | Derrota en semi final, contra els Sharks |
| 2008 | 6      | -                                        |
| 2009 | 9      | -                                        |
| 2010 | 7      | -                                        |
| 2011 | 4      | Derrota en semi final, contra els Reds   |
| 2012 | 12     | -                                        |
| 2013 | 10     | -                                        |
| 2014 | 10     | -                                        |
| 2015 | 14     | -                                        |
| 2016 | 11     | -                                        |
| 2017 | 9      | -                                        |